# Ralf Minge
Ralf Minge (* 8. Oktober 1960 in Prösen) ist ein ehemaliger deutscher Fußballspieler und heutiger -trainer sowie -funktionär. Er spielte für Dynamo Dresden in der DDR-Oberliga und bestritt 36 A-Länderspiele für die DDR-Nationalmannschaft.

## Sportliche Laufbahn

### Gemeinschafts-, Club- und Vereinsstationen

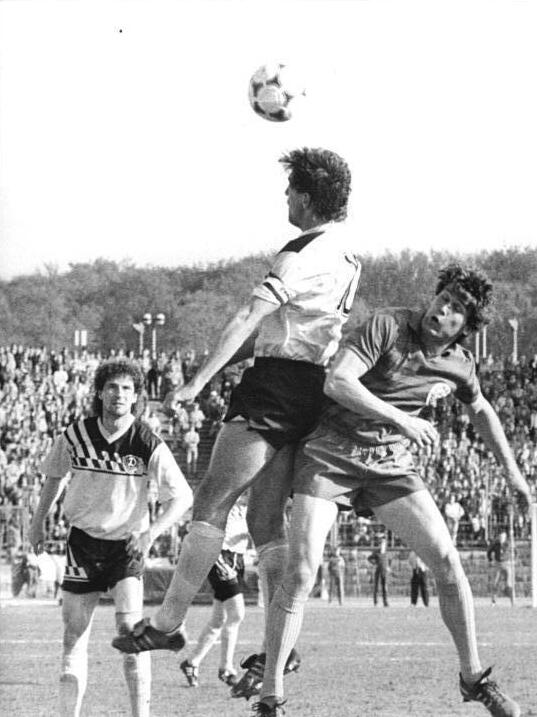
Ralf Minge (Bildmitte) als Oberligaspieler 1989

Minge begann als Neunjähriger in seinem Heimatort Prösen bei der BSG Stahl organisiert Fußball zu spielen. 1972 wechselte er zum Nachwuchs der TSG Gröditz, die ihn am Ende der Saison 1977/78 – noch als 17-Jährigen – in ihre DDR-Ligaelf übernahm. Nach einer weiteren Ligaspielzeit, die mit dem Abstieg endete, spielte Minge 1979/80 mit der TSG in der drittklassigen Bezirksliga. In der Dresdner Bezirksliga hatte er vor seiner Delegierung zum Oberligisten und DDR-Vizemeister Dynamo Dresden im Sommer 1980 mit 29 Treffer den Titel des Torschützenkönigs gewonnen.
Seinen Oberligaeinstand gab der 1,85 Meter große Minge am 25. Oktober 1980. Am 9. Spieltag der Saison 1980/81 wurde er im Spiel gegen Chemie Böhlen in der 73. Minute eingewechselt und traf wenige Sekunden später zur Führung beim 2:0-Auswärtssieg. Zu Beginn des Jahres 1981 profitierte er von der Entlassung des Mittelstürmers Peter Kotte, dessen Position er übernahm und sich als Stammspieler etablierte. Von 1981 bis 1988 war Minge bei Dynamo Dresden der standardmäßige Mittelstürmer. In fünf Spielzeiten wurde er bester Torschütze der Dresdner. Bereits in seiner zweiten Saison bei Dynamo gewann er seinen ersten Titel, am 1. Mai 1982 stand er mit Dresden im DDR-Pokalendspiel, das nach Elfmeterschießen gegen den Berliner FC Dynamo gewonnen wurde. Auch an den Pokalsiegen 1984, 1985 und 1990 war Minge beteiligt. 1988/89 und 1989/90 wurde er mit Dynamo Dresden DDR-Meister. Von der Saison 1988/89 an kam Minge vorwiegend im Mittelfeld zum Einsatz, 1989/90 bestritt er nur die ersten sechs Oberligapunktspiele. 21-mal kam er in seiner letzten Oberligasaison zum Einsatz, sein letztes Punktspiel bestritt er am 25. Mai 1991. Damit war er innerhalb von zwölf Jahren auf 222 Oberligaspiele gekommen. Mit seinen 103 Punktspieltoren liegt Minge in der Rangliste von Dynamo Dresden auf Platz drei hinter Hans-Jürgen Kreische und Torsten Gütschow. Während seiner Zeit in Dresden bestritt Minge mit Dynamo 34 Europapokalspiele, in denen er neun Mal zum Torerfolg kam.

### Auswahleinsätze
1980, schon wenige Monate nach seinem Wechsel aus der Gröditzer Drittklassigkeit, wurde Minge in den Kader der DDR-Nachwuchsnationalmannschaft aufgenommen. Für das U-21-Team des DFV bestritt er bis 1982 elf Länderspiele, in denen ihm ein Treffer gelang.
Während dieser Zeit hatte er sich in der Oberliga zu einem torgefährlichen Spieler entwickelt, und so wurde er Anfang 1983 in das Aufgebot der A-Nationalmannschaft berufen. Am 13. April 1983 bestritt er sein erstes A-Länderspiel, als er im Freundschaftsspiel DDR – Bulgarien in der 46. Minute eingewechselt wurde. Trotz seiner Ausnahmestellung bei Dynamo Dresden kam er in den meisten seiner 36 Länderspiele nicht über den Status eines Ersatzspielers hinaus, viermal wurde er eingewechselt, 17-mal ausgewechselt. Sein letztes Spiel bestritt er am 12. April 1989. 15 seiner 36 Begegnungen im Auswahldress waren Qualifikationspartien für WM oder EM. Insgesamt erzielte er acht Tore für die A-Auswahl.
Zwischen 1983 und 1984 kam er in sieben Qualifikationsspielen der DDR-Olympiaauswahl zum Einsatz. Aufgrund des Boykotts der sozialistischen Länder wurde Minge die Teilnahme am olympischen Fußballturnier 1984 versagt. In 13 Einsätzen für die Olympiaelf traf der Dresdner Stürmer zweimal – beim offiziell als Länderspiel gewerteten Test gegen eine Auswahl Niederösterreichs.

## Weiterer Werdegang im Fußball
Im Anschluss an seine Spielerlaufbahn sollte Minge bei Dynamo Dresden zum Geschäftsführer angelernt werden, übernahm aber schon 1992 das Training der zweiten Mannschaft. Am 21. April 1993 wurde ihm anstelle des entlassenen Klaus Sammer der Posten des Cheftrainers der ersten Mannschaft für zwei Monate übertragen. Anschließend war er wieder Co-Trainer, um am 24. März 1995 erneut Cheftrainer bei Dynamo zu werden. Nachdem Minge bis zum Saisonende den Abstieg nicht verhindern konnte, wurde ihm zum 30. Juni 1995 wieder gekündigt. Zum 1. Juli 1995 wechselte er als Cheftrainer zum FC Erzgebirge Aue, wo er noch vor dem Saisonende am 26. April 1996 entlassen wurde.
Zur Saison 1998/99 wurde Minge unter dem ehemaligen Nationaltorwart Toni Schumacher Assistenztrainer bei Fortuna Köln. Als Schumacher Mitte Dezember 1999 entlassen wurde, trainierte Minge an seiner Stelle die Mannschaft noch bis zum Jahresende und kündigte danach von selbst.
Vom 1. Juli 2000 bis 30. September 2005 war Ralf Minge in verschiedensten Positionen bei Bayer 04 Leverkusen tätig. Zunächst war er Trainer der zweiten Mannschaft, dann als Co-Trainer der Lizenzmannschaft unter Klaus Toppmöller und später Thomas Hörster. Als Co-Trainer erlebte er in der Saison 2001/02 den Einzug in das DFB-Pokalfinale (2:4 gegen Schalke 04) und in das Finale der Champions League (1:2 gegen Real Madrid). Mit den Bayer-04-Amateuren schaffte er 2005 den Aufstieg in die Regionalliga Nord. Anschließend wurde er bis zum 30. September 2005 Leiter des Nachwuchs-Leistungszentrums von Bayer Leverkusen.
Minge kehrte nach Dresden zurück und begann am 1. Oktober 2005 ein Psychologie-Studium, das er jedoch nach einem halben Jahr wieder abbrach, nachdem er am 9. Januar 2006 einen Vertrag als Co-Trainer von Klaus Toppmöller bei der Nationalmannschaft von Georgien unterschrieben hatte. Obwohl der Vertrag bis zum 31. Dezember 2007 lief, wurde er bereits am 21. September 2006 in den Aufsichtsrat von Dynamo Dresden gewählt und engagierte sich dort für die Entwicklung des sportlichen Bereichs. Dazu gehörte vor allem die Darstellung, Erstellung und Begleitung von Konzepten, die den Verein dauerhaft im Profifußball halten sollten. Am 1. Juli 2007 wurde ihm bei Dynamo der Posten des Geschäftsführers Sport (Sportdirektor) übertragen. Am 1. März 2010 erhielt Minge einen Zweijahresvertrag beim DFB als Trainer der deutschen U 19-Junioren-Nationalmannschaft. Am 27. April 2011 wurde Minge allerdings von Seiten des DFB von seinen Pflichten entbunden. Sein Nachfolger wurde Christian Ziege. Als Gründe wurden verschiedene inhaltliche Auffassungen genannt.
Zur Saison 2012/13 kehrte er als Cheftrainer zu den Amateuren von Bayer 04 Leverkusen zurück. Am 3. Februar 2014 teilte Dynamo Dresden mit, dass Ralf Minge ab sofort neuer Sportdirektor des Vereins wird und einen Vertrag bis zum 30. Juni 2016 erhält. Dazu wird er von Bayer 04 Leverkusen freigestellt. Im Jahr 2015 verlängerte der Verein den Vertrag mit Minge bis 2017. Im Februar 2017 wurde eine weitere einjährige Vertragsverlängerung bekanntgegeben, ein Jahr später nahm Minge erneut eine Vertragsverlängerung bis Juni 2020 an. Ende Mai 2020 gab der Verein, der sich mitten im Abstiegskampf befand, bekannt, sich zum Saisonende von Minge zu trennen. Die Verabschiedung Minges erfolgte nach Abstieg in Liga 3 unter großer Anteilnahme vieler Fans nach dem letzten Heimspiel der Saison 2019/20 am 28. Juni 2020.
Am 12. Mai 2021 wurde Minge als neuer Sportdirektor des Halleschen FC mit einem Vertrag bis 2023 vorgestellt.